# Psy na mangę
Psy na mangę, znana w Japonii jako GDGD-DOGS (jap. グダグダドッグス Gudaguda doggusu) – manga autorstwa Emy Tōyamy, publikowana na łamach magazynu „Aria” wydawnictwa Kōdansha od września 2010 do grudnia 2013. W Polsce prawa do dystrybucji serii nabyło wydawnictwo Waneko.

## Fabuła
Kanna, 15-letnia mangaka, a także profesjonalistka, która zadebiutowała swoją serią Teach Me Budda jest podekscytowana, gdy dowiaduje się, że jej szkoła oferuje kurs rysowania mangi. Przeraża ją jednak fakt, że jej wychowawczyni niewiele wie o tym, co robi, a w klasie jest niewiele osób. Na pierwszym spotkaniu poznaje trzech chłopaków: Fumio, Fujio i Shotę, którzy dowiadują się, że jest profesjonalistką i proszą ją o zostanie ich sensei. Co gorsza dla Kanny jej manga spada w rankingach popularności, a ona sama zalega z terminami. Dziewczyna zastanawia się, jak będzie w stanie dokończyć swoją pracę, mając do czynienia z trzema facetami z urojeniami, którzy chcą zostać mangakami, a przy tym wszystkim nie zwariować.

## Publikacja serii
Seria ukazywała się w magazynie „Aria” od 1 września 2010 do 28 grudnia 2013. Wydawnictwo Kōdansha zebrało ją w 3 tankōbonach, opublikowanych między 6 października 2011 a 6 lutego 2014. Polski przekład mangi ukazał się nakładem wydawnictwa Waneko.
| Nr | Język japoński      | Język japoński         | Język polski         | Język polski           |
| Nr | Data wydania        | ISBN                   | Data wydania         | ISBN                   |
| -- | ------------------- | ---------------------- | -------------------- | ---------------------- |
| 1  | 6 października 2011 | ISBN 978-4-06-380541-3 | 24 czerwca 2015      | ISBN 978-83-64891-72-4 |
| 2  | 5 października 2012 | ISBN 978-4-06-380595-6 | 24 sierpnia 2015     | ISBN 978-83-64891-74-8 |
| 3  | 6 lutego 2014       | ISBN 978-4-06-380675-5 | 23 października 2015 | ISBN 978-83-64891-75-5 |